# Червонный Король (Алиса в Стране чудес)
Червонный Король (англ. King of Hearts) (также Король Червей) — персонаж книги Льюиса Кэррола «Алиса в Стране чудес».
Муж Червонной королевы.

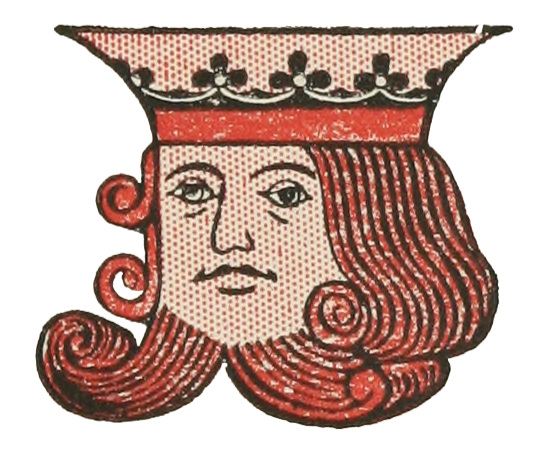
Иллюстрация Чарльза Робинсона (1907)

Представляет более умеренное направление во главе Страны чудес по сравнению со своей жестокой супругой, излюбленный приказ которой — «Отрубить голову!». Например, когда Королева пытается казнить Алису (обвиняя её в том, что она не может ответить, кто лежит перед ней) Король напоминает Королеве, что Алиса — ещё ребёнок. Также он тихо прощает многих из тех, кого Королева приказала обезглавить, пока она не смотрит — в результате казнёнными оказываются лишь немногие из них. Тем не менее, когда Королева играет в крокет, из игроков в конце остаются только Король, Королева и Алиса.
На суде над Червонным Валетом, Король предстаёт весьма инфантильным, обращаясь к Безумному Шляпнику с фразой «Не нервничай, или я прикажу казнить тебя на месте»; задаёт странные вопросы повару герцогини, например, «Из чего были сделаны пироги?». Написав в книге «самое старое» Правило 42: «Всем, в ком больше мили росту, следует немедленно покинуть зал», услышал от Алисы возражение, что оно не может быть самым старым правилом, поскольку оно 42-е.
Вместе Король и Королева представляют собой довольно точное отражение запутанного мира Страны чудес.